# Kid Gavilán
Kid Gavilán, vlastním jménem Gerardo González (6. ledna 1926 Berrocal – 13. února 2003 Miami), byl kubánský boxer velterové váhy, známý pod přezdívkou Cuban Hawk (Kubánský jestřáb).
Profesionálně začal boxovat v sedmnácti letech, jeho manažerem byl Yamil Chade. Od roku 1948 žil ve Spojených státech. V letech 1951 až 1954 byl držitelem titulu profesionálního mistra světa ve velterové váze. V roce 1953 získal jako první boxer narozený mimo USA Sugar Ray Robinson Award pro nejlepšího boxera roku. Kariéru ukončil v roce 1958. Vybojoval 143 zápasů, z toho ve 108 zvítězil (ve 28 knockoutem), 30 prohrál a 5 skončilo nerozhodně.
Byl příznivcem Svědků Jehovových, což vedlo k jeho perzekuci Castrovým režimem. Od roku 1968 žil v exilu v Miami. V roce 1990 byl mezi prvními boxery uvedenými do International Boxing Hall of Fame.